# Cyrtinus schwarzi
Cyrtinus schwarzi là một loài bọ cánh cứng trong họ Cerambycidae.